# Wereldkampioenschappen rodelen 2008

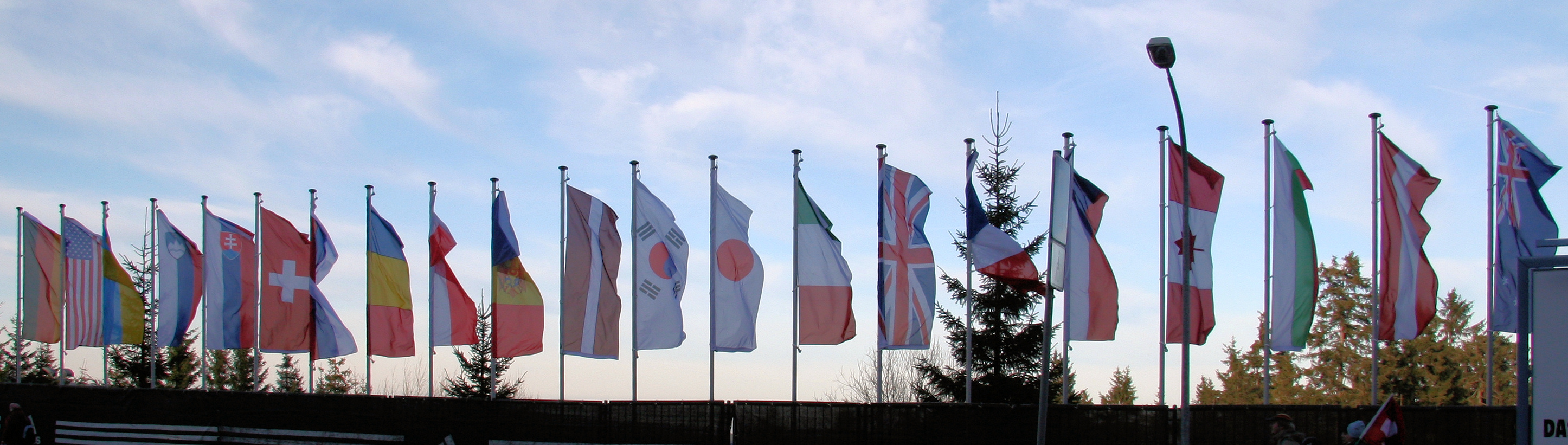
Vlaggen van deelnemende landen bij de rodelbaan van het WK 2008

De wereldkampioenschappen rodelen in 2008 werden van 21 tot en met 27 januari gehouden in het Duitse Oberhof. Het was de 40e editie van het rodeltoernooi dat jaarlijks wordt gehouden, behalve in een Olympisch jaar.
Duitsland won net als in 2007 alle titels en won 9 van de 12 medailles.

## Landenwedstrijd
| Plaats | Land             | Rodelaars                                                                  | Tijd     |
| ------ | ---------------- | -------------------------------------------------------------------------- | -------- |
| 1      | Duitsland        | Andre Florschütz / Torsten Wustlich Tatjana Hüfner Felix Loch              | 2.29,664 |
| 2      | Oostenrijk       | Tobias Schiegl / Markus Schiegl Nina Reithmayer Martin Abentung            | 2.30,076 |
| 3      | Letland          | Juris Šics / Andris Šics Maija Tiruma Guntis Rekis                         | 2.30,258 |
| 4      | Rusland          | Michail Kuzmich / Stanislav Mikhejev Alexandra Rodionova Albert Demtsjenko | 2.30,369 |
| 5      | Verenigde Staten | Christian Niccum / Daniel Joye Erin Hamlin Tony Benshoof                   | 2.30,541 |
| 6      | Italië           | Christian Oberstolz / Patrick Gruber Sandra Casparini Armin Zöggeler       | 2.30,693 |
| 7      | Canada           | Chris Moffat / Mike Moffat Meaghan Simister Jeff Christie                  | 2.31,381 |
| 8      | Slowakije        | Jan Harnis / Branislav Regec Veronika Sabolova Jozef Ninis                 | 2.31,717 |
| 9      | Japan            | Takahisa Oguchi / Masaki Toshiro Madoka Harada Shigeaki Ushijima           | 2.32,591 |
| 10     | Polen            | Marcin Piekarski / Grzegorz Piekarski Mariola Zietek Maciej Kurowski       | 2.33,458 |

## Mannen

### Individueel

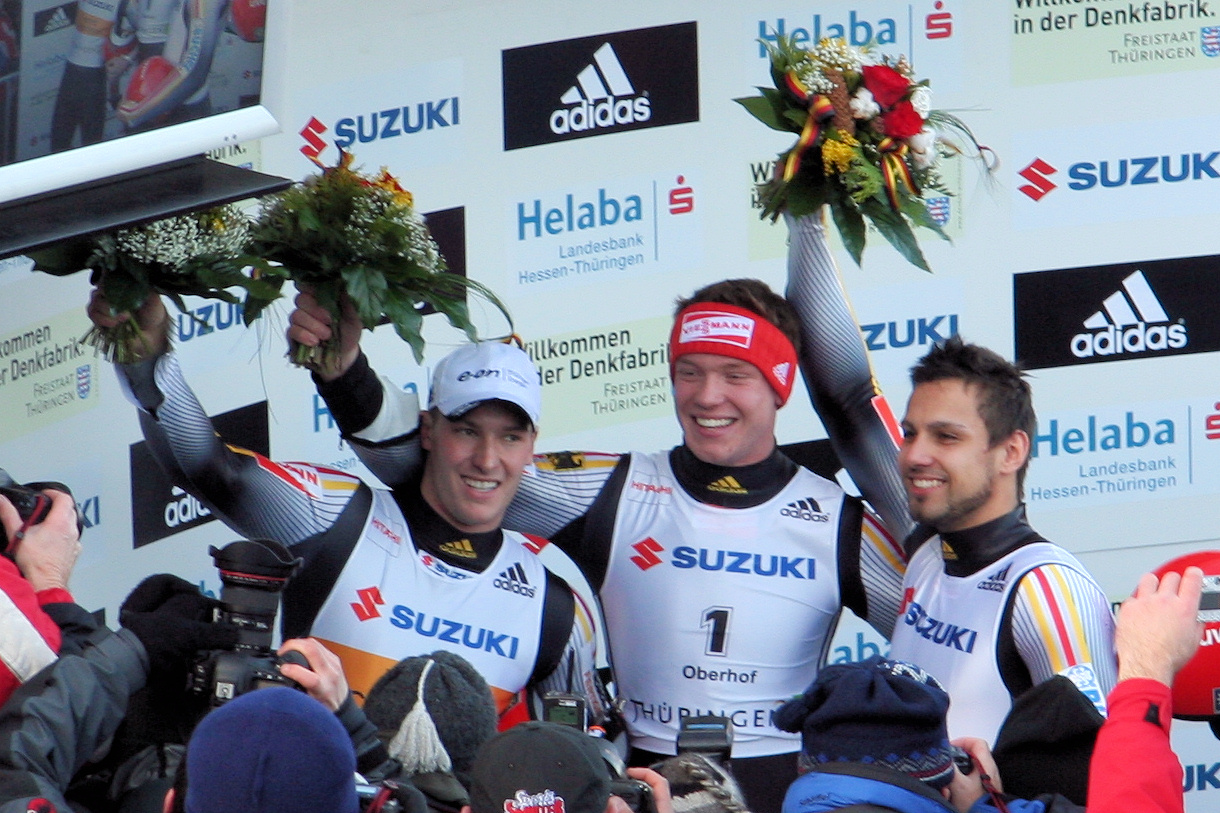
Huldiging

| Plaats | Rodelaar          | Land        | Tijd     |
| ------ | ----------------- | ----------- | -------- |
| 1      | Felix Loch        | Duitsland   | 1.30,643 |
| 2      | David Möller      | Duitsland   | 1.30,717 |
| 3      | Andi Langenhan    | Duitsland   | 1.30,814 |
| 4      | Jan Eichhorn      | Duitsland   | 1.31,134 |
| 5      | Armin Zöggeler    | Italië      | 1.31,185 |
| 6      | Stefan Höhener    | Zwitserland | 1.31,205 |
| 7      | Albert Demtsjenko | Rusland     | 1.31,329 |
| 8      | Daniel Pfister    | Oostenrijk  | 1.31,430 |
| 9      | Sam Edney         | Canada      | 1.31,476 |
| 10     | Martin Abentung   | Oostenrijk  | 1.31,536 |

### Dubbel
| Plaats | Rodelaars                                 | Land             | Tijd     |
| ------ | ----------------------------------------- | ---------------- | -------- |
| 1      | Andre Florschütz Torsten Wustlich         | Duitsland        | 1.26,893 |
| 2      | Tobias Wendl Tobias Arlt                  | Duitsland        | 1.26,985 |
| 3      | Tobias Schiegl Markus Schiegl             | Oostenrijk       | 1.27,110 |
| 4      | Gerhard Plankensteiner Oswald Haselrieder | Italië           | 1.27,203 |
| 5      | Peter Penz Georg Fischler                 | Oostenrijk       | 1.27,235 |
| 6      | Christian Niccum Daniel Joye              | Verenigde Staten | 1.27,488 |
| 7      | Andreas Linger Wolfgang Linger            | Oostenrijk       | 1.27,503 |
| 8      | Michail Kuzmich Stanislav Mikhejev        | Rusland          | 1.27,542 |
| 9      | Mark Grimmette Brian Martin               | Verenigde Staten | 1.27,782 |
| 10     | Chris Moffat Mike Moffat                  | Canada           | 1.27,798 |

## Vrouwen
| Plaats | Rodelaar                | Land             | Tijd     |
| ------ | ----------------------- | ---------------- | -------- |
| 1      | Tatjana Hüfner          | Duitsland        | 1.26,007 |
| 2      | Natalie Geisenberger    | Duitsland        | 1.26,047 |
| 3      | Silke Kraushaar-Pielach | Duitsland        | 1.26,149 |
| 4      | Natalja Jakoesjenko     | Oekraïne         | 1.26,296 |
| 5      | Anke Wischnewski        | Duitsland        | 1.26,654 |
| 6      | Nina Reithmayer         | Oostenrijk       | 1.26,839 |
| 7      | Martina Kocher          | Zwitserland      | 1.26,948 |
| 8      | Erin Hamlin             | Verenigde Staten | 1.27,015 |
| 9      | Meaghan Simister        | Canada           | 1.27,031 |
| 10     | Anna Orlova             | Letland          | 1.27,048 |

## Medailleklassement
| Plaats | Land       | Goud | Zilver | Brons | Totaal |
| ------ | ---------- | ---- | ------ | ----- | ------ |
| 1      | Duitsland  | 4    | 3      | 2     | 9      |
| 2      | Oostenrijk | 0    | 1      | 1     | 2      |
| 3      | Letland    | 0    | 0      | 1     | 1      |

1955 ·
1957 ·
1958 ·
1959 ·
1960 ·
1961 ·
1962 ·
1963 ·
1965 ·
1967 ·
1969 ·
1970 ·
1971 ·
1973 ·
1974 ·
1975 ·
1977 ·
1978 ·
1979 ·
1981 ·
1983 ·
1985 ·
1987 ·
1989 ·
1990 ·
1991 ·
1993 ·
1995 ·
1996 ·
1997 ·
1999 ·
2000 ·
2001 ·
2003 ·
2004 ·
2005 ·
2007 ·
2008 ·
2009 ·
2011 ·
2012 ·
2013 ·
2015 ·
2016 ·
2017 ·
2019 ·
2020 ·
2021 ·
2023 ·
2024 ·
2025 
Lijst van wereldkampioenen rodelen